# SEAT 1430

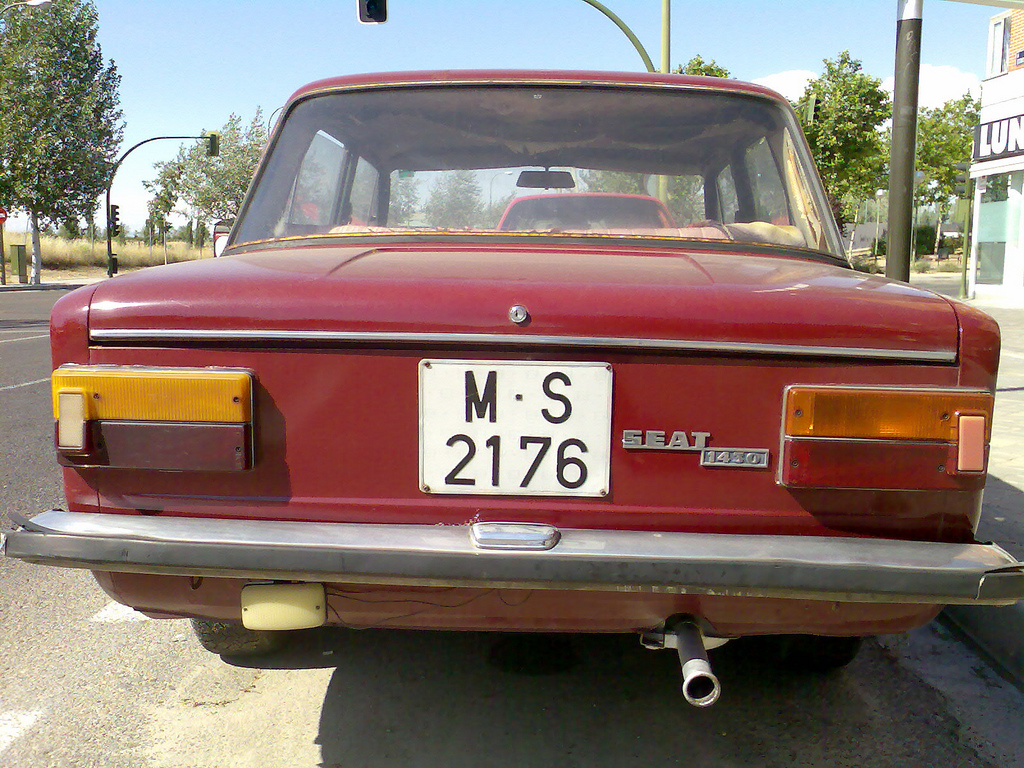
SEAT 1430, vista traseira

O SEAT 1430 é um sedã de 4 portas feito pela SEAT na Espanha de 1969 a 1975. O carro foi baseado no Fiat 124 Special, mas os faróis dianteiros eram os quadrados do Fiat 125 em vez dos redondos. O cockpit era quase idêntico ao do Fiat 125. Em 1973, a versão GTI do SEAT 1430 foi introduzida como o modelo 1430 Especial 1600, popularmente conhecido como "FU". Foi substituído pelo SEAT 131, enquanto o carro base, o SEAT 124, continuou em sua forma básica até 1980.
O SEAT 1430 também forneceu o motor e outros fundamentos para o "Auto Replica MG 50", uma réplica espanhola do MG TD.